# L'esmorzar del bebè
L'esmorzar del bebè (originalment en francès, Repas de bébé) és la primera pel·lícula familiar de la història del cinema, presentada juntament amb les altres nou que els germans Lumière exhibiren al Salon Indien del Grand Café de París el 28 de desembre del 1895.

## Argument
Al jardí de casa seva, un alegre Auguste Lumière, amb mànigues de camisa i armilla, està donant l'esmorzar a la seva filleta Andrée, mentre la seva esposa, Marguerite Winkler, asseguda a la mateixa taula que els altres dos, es pren un cafè. El bebè va fent monades; com, per exemple, agafar una galeta i fer petites ganyotes; que són rigudes pels pares.

## Importància històrica
Presentada a la mateixa sessió que La sortida dels obrers de la fàbrica, aquesta pel·lícula es destacà de les altres per ser la primera autènticament familiar; retratant un esdeveniment quotidià, viscut pels autors, amb la voluntat de tenir-ne un record.
Tot i que no era la primera on hi apareixia algun dels dos germans (es podia veure Auguste, fingint que dirigia les operacions de demolició d'un mur a, precisament, Demolició d'un mur (1895)), si que era la primera que va usar el cinema amb intencions d'ús purament personal- encara que, en aquesta ocasió, fos, excepcionalment, exhibida en públic a causa de l'òbvia novetat- anticipant el que serien les cintes que un ampli sector de la població rodaria al llarg del segle següent en formats econòmics com el 9,5mm, el 8mm i després el Súper 8, fins a arribar a les càmeres de vídeo i les darreres microcameres digitals, al segle xxi.
Estèticament, la cinta fa l'aportació, per primera vegada al cinema, del pla mitjà. Mentre totes les altres cintes de la primera sessió estaven rodades amb l'angle de tall en pla general; en el que les figures humanes apareixen de cos sencer, sense talls; a aquesta, la càmera es va situar molt més a prop, creant en l'espectador un grau més gran d'intimitat amb els personatges que es veuen a la pantalla. Alguns historiadors han assegurat que això va ser un primer pas endavant en el llenguatge cinematogràfic mentre d'altres han argumentat que no deixava de ser l'hàbil transposició d'un tipus de composició tan antiga com la pintura i que, alhora, havia estat profusament emprada a la fotografia des que es va inventar.